# Michael Franzese
Michael Franzese, né le 27 mai 1951 à Brooklyn (New York), est un ancien gangster new-yorkais et caporegime (lieutenant) de la famille criminelle Colombo de New York. Il est le fils de l'ancien sous-patron John Franzese (en).

## Biographie
Michael Franzese suit des études pré-médicales (en) à l'université Hofstra, mais les abandonne pour gagner de l'argent pour sa famille après la condamnation de son père à 50 ans de prison pour un vol de banque en 1967. Il aide finalement à mettre en œuvre un plan pour frauder le gouvernement fédéral des taxes sur l’essence, au début des années 1980.
À l'âge de 35 ans, en 1986, il est classé par Fortune Magazine à la 18e place de leur liste des « Cinquante patrons de la mafia les plus riches et les plus puissants ». Franzese a affirmé qu'au plus fort de sa carrière, il gagnait jusqu'à 8 millions de dollars par semaine.
En 1986, il est condamné à 10 ans de prison pour complot, est libéré en 1989, arrêté de nouveau en 1991 pour violation de sa libération conditionnelle et finalement libéré en 1994. Peu de temps après, il prend sa retraite en Californie et est depuis un conférencier motivateur et un écrivain.

## Dans la culture populaire
Le personnage de Michael Franzese (incarnée par Joseph Bono) apparaît dans le film Les Affranchis (1990) de Martin Scorsese.